# 아이다호 루이스턴 하이 스쿨

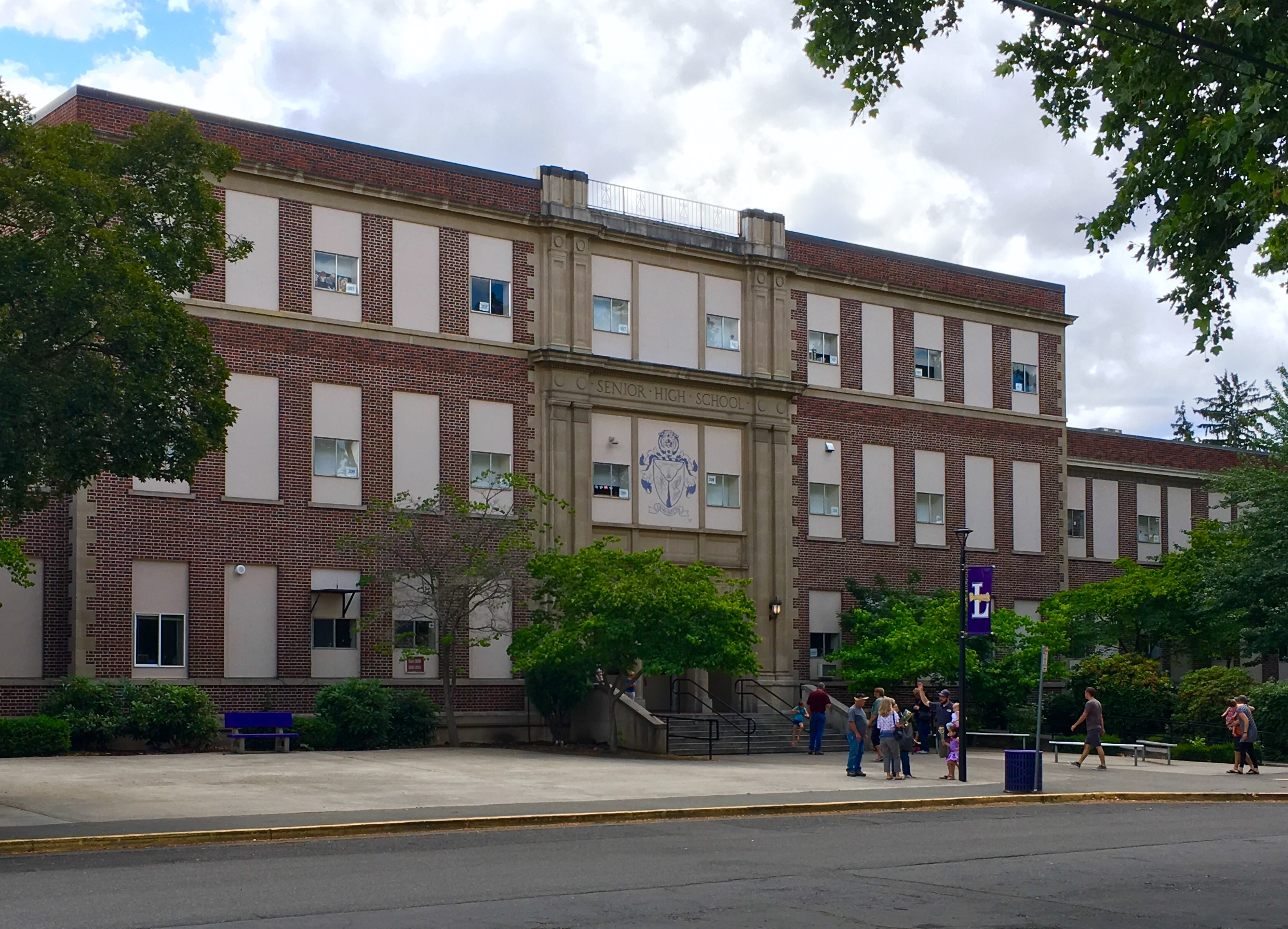

아이다호 루이스턴 하이 스쿨(Idaho Lewiston High School)은 미국 메인 주 루이스턴에 있는 공립 고등학교이다. 이 학교는 1888년 첫 개교되었다.